# Хобарт-Бридж (Тасмания)
Хобарт-Бридж или Хобартский мост (англ. Hobart Bridge) — ранее существовавший автомобильный понтонный мост через эстуарий реки Деруэнт, находившийся чуть выше по течению от Тасманова моста, заменившего его в 1964 году. Полная длина моста — 961 м. До своего демонтажа в 1964 году он соединял центральную часть Хобарта (столицы штата Тасмания в Австралии) с восточными районами Большого Хобарта (Кларенс и другие), а также с аэропортом и восточным побережьем острова Тасмания. 

## История и дизайн моста

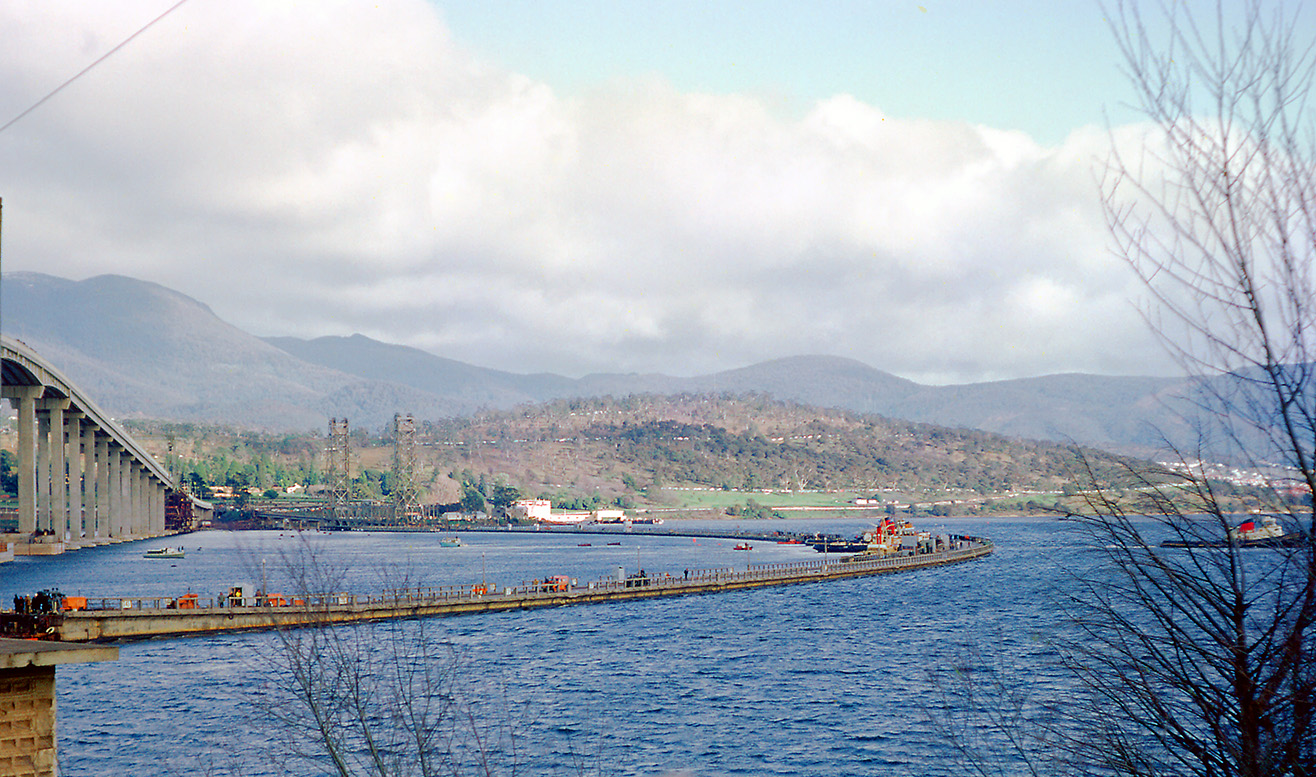
Демонтаж Хобартского моста

Строительство Хобартского понтонного моста началось в 1938 году по оригинальному дизайну, предложенному и запатентованному Алланом Найтом (Allan W. Knight). Мост состоял из двух дугообразных частей, построенных из железобетона и установленных на понтоны, которые были соединены посредством 12¾-дюймовой (32 см) оси. С западной стороны понтонная дуга соединялась с вертикально-подъёмной секцией, которая могла открываться для пропуска кораблей. Ширина разводной секции была 180 футов (около 55 м), а максимальная высота — 145½ футов (44.3 м).  
Дугообразные части моста были соединены 22 октября 1943 года, но они были повреждены во время шторма 4 декабря 1943 года. Окончательно мост был открыт для автомобильного движения 22 декабря 1943 года. Плата за проезд по мосту взималась до 31 декабря 1948 года.
Открытие Хобартского понтонного моста привело к значительному росту населения на восточном берегу реки Деруэнт. В результате к середине 1950-х годов пропускная способность моста оказалась недостаточной, и на нём стали возникать заторы. В результате было принято решение о необходимости строительства нового моста, который получил название «Тасманов мост» (Tasman Bridge). Строительство началось в 1960 году, и две полосы моста были открыты для движения 18 августа 1964 года, а четыре полосы были открыты 23 декабря 1964 года. Хобартский понтонный мост был закрыт для движения 17 августа 1964 года, а его дугообразные части были разъединены и демонтированы.